# Řád perly Afriky
Řád perly Afriky (svahilsky Nishani Ubora wa Lulu ya Afrika) je nejvyšší civilní vyznamenání Ugandské republiky. Udílen je zahraničním hlavám států a předsedům vlád. Založen byl roku 2001.

## Insignie
Stuha sestává ze širokého bílého pruhu uprostřed. Na něj z obou stran navazují trojice úzkých proužků v barvách ugandské vlajky, tedy proužek černé, žluté a červené barvy. Po nich následuje širší fialový pruh.

## Nositelé
- Julius Nyerere in memoriam – 2007[1]
- Jakaya Kikwete – 2007[3]
- Paul Kagame – 2012[4]
- Teodoro Obiang Nguema Mbasogo – 2012[5]
- Armando Guebuza – 2013[6]
- Aga Khan IV – 2017[7]
- Abiy Ahmed – 2018[8]
- Emmerson Mnangagwa – 2019 – udělil prezident Yoweri Museveni[9]